# Liste der Verteidigungsminister der Ukraine
Die Liste der Verteidigungsminister der Ukraine umfasst die Verteidigungsminister der Ukraine seit ihrer Unabhängigkeit 1991.
Der Verteidigungsminister (ukrainisch Міністр оборони Ministr oborony) der Ukraine ist der Leiter des Verteidigungsministeriums, das für die Streitkräfte der Ukraine zuständig ist. Er wird vom Präsidenten ernannt, muss aber vom ukrainischen Parlament mehrheitlich bestätigt werden. Nach dem Gesetz über die nationale Sicherheit muss das Amt des ukrainischen Verteidigungsministers seit dem 1. Januar 2019 von einer Zivilperson ausgeübt werden.
| Verteidigungsminister der Ukraine | Verteidigungsminister der Ukraine | Verteidigungsminister der Ukraine       | Verteidigungsminister der Ukraine | Verteidigungsminister der Ukraine | Verteidigungsminister der Ukraine | Verteidigungsminister der Ukraine |
| #                                 | Bild                              | Name                                    | Partei                            | Beginn der Amtszeit               | Ende der Amtszeit                 | Präsidentschaft                   |
| --------------------------------- | --------------------------------- | --------------------------------------- | --------------------------------- | --------------------------------- | --------------------------------- | --------------------------------- |
| 01                                |                                   | Kostjantyn Morosow (* 1944)             | parteilos                         | 3. September 1991                 | 30. September 1993                | Krawtschuk                        |
| 0-                                |                                   | Iwan Bischan (komm.) (* 1941)           | parteilos                         | 4. Oktober 1993                   | 8. Oktober 1993                   | Krawtschuk                        |
| 02                                |                                   | Witalij Radezkyj (* 1944)               | parteilos                         | 8. Oktober 1993                   | 25. August 1994                   | Krawtschuk Kutschma               |
| 0-                                |                                   | Walerij Schmarow (komm.) (1945–2018)    | parteilos                         | 25. August 1994                   | 10. Oktober 1994                  | Kutschma                          |
| 03                                |                                   | Walerij Schmarow (1945–2018)            | parteilos                         | 10. Oktober 1994                  | 8. Juli 1996                      | Kutschma                          |
| 04                                |                                   | Oleksandr Kusmuk (* 1954)               | Partei der Regionen               | 11. Juli 1996                     | 24. Oktober 2001                  | Kutschma                          |
| 05                                |                                   | Wolodymyr Schkidtschenko (* 1948)       | parteilos                         | 12. November 2001                 | 25. Juni 2003                     | Kutschma                          |
| 06                                |                                   | Jewhen Martschuk (1941–2021)            | parteilos                         | 25. Juni 2003                     | 23. September 2004                | Kutschma                          |
| 07                                |                                   | Oleksandr Kusmuk (* 1954)               | Partei der Regionen               | 23. September 2004                | 3. Februar 2005                   | Kutschma Juschtschenko            |
| 08                                |                                   | Anatolij Hryzenko (* 1957)              | NU-NS/HУ-НC                       | 4. Februar 2005                   | 18. Dezember 2007                 | Juschtschenko                     |
| 09                                |                                   | Jurij Jechanurow (* 1948)               | Wiedergeburt                      | 18. Dezember 2007                 | 5. Juni 2009                      | Juschtschenko                     |
| 0-                                |                                   | Walerij Iwaschtschenko (komm.) (* 1956) | parteilos                         | 5. Juni 2009                      | 11. März 2010                     | Juschtschenko Janukowytsch        |
| 10                                |                                   | Mychailo Jeschel (* 1952)               | parteilos                         | 11. März 2010                     | 8. Februar 2012                   | Janukowytsch                      |
| 11                                |                                   | Dmytro Salamatin (* 1965)               | Partei der Regionen               | 8. Februar 2012                   | 24. Dezember 2012                 | Janukowytsch                      |
| 12                                |                                   | Pawlo Lebedjew (* 1962)                 | Partei der Regionen               | 24. Dezember 2012                 | 22. Februar 2014                  | Janukowytsch Turtschynow          |
| 0-                                |                                   | Wolodymyr Zamana (komm.) (* 1959)       | parteilos                         | 22. Februar 2014                  | 27. Februar 2014                  | Turtschynow                       |
| 0-                                |                                   | Ihor Tenjuch (komm.) (* 1958)           | Swoboda                           | 27. Februar 2014                  | 25. März 2014                     | Turtschynow                       |
| 13                                |                                   | Mychajlo Kowal (* 1956)                 | parteilos                         | 25. März 2014                     | 3. Juli 2014                      | Turtschynow Poroschenko           |
| 14                                |                                   | Walerij Heletej (* 1967)                | parteilos                         | 3. Juli 2014                      | 14. Oktober 2014                  | Poroschenko                       |
| 15                                |                                   | Stepan Poltorak (* 1965)                | parteilos                         | 14. Oktober 2014                  | 20. Mai 2019                      | Poroschenko                       |
| 16                                |                                   | Andrij Sahorodnjuk (* 1976)             | parteilos                         | 29. August 2019                   | 4. März 2020                      | Selenskyj                         |
| 17                                |                                   | Andrij Taran (* 1955)                   | parteilos                         | 4. März 2020                      | 4. November 2021                  | Selenskyj                         |
| 18                                |                                   | Oleksij Resnikow (* 1966)               | parteilos                         | 4. November 2021                  | 4. September 2023                 | Selenskyj                         |
| 19                                |                                   | Rustem Umjerow (* 1982)                 | Stimme                            | 4. September 2023                 | 17. Juli 2025                     | Selenskyj                         |
| 20                                |                                   | Denys Shmyhal (* 1975)                  | parteilos                         | 17. Juli 2025                     | amtierend                         | Selenskyj                         |